# Wilhelm Kimbel

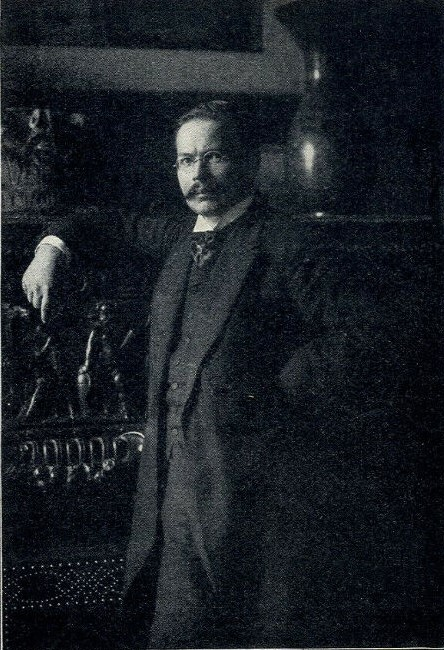
Wilhelm Kimbel fotografiert von Marta Wolff (1908)

Wilhelm Kimbel (* 4. Februar 1868 in Breslau; † 21. Mai 1965 in Zehdenick) war ein deutscher Ebenist (Kunstschreiner) und Innenarchitekt.

## Leben
Wilhelm Kimbel stammte aus einer Mainzer Kunsttischlerfamilie, die 1866, kurz vor seiner Geburt, nach Breslau zog. Seine Lehrjahre verbrachte er in Hamburg, Köln, Mainz und Berlin und lernte dabei bei den geschicktesten Handwerksmeistern seiner Zeit das Arbeiten in verschiedenen historisch-dekorativen Stilen. Zwischen 1889 und 1894 hielt er sich in Amerika auf und arbeitete anschließend als selbstständiger Architekt, Maler und Kunsthandwerker. 1897 gründete er in Berlin die Firma Kimbel & Friedrichsen. Er beschäftigte sich mit dem Einlegen von Holzmosaiken (Marketerie) und der Mechanik mit solchem Erfolg, dass er sich bald nach der Jahrhundertwende zu einem der führenden Innenarchitekten der Hauptstadt entwickelte.
Mit seiner Firma belieferte Kimbel die Berliner Oberschicht mit Möbeln höchster Qualität, die sich in Form, Ausführung und Schmuckelementen an englische Möbel anlehnten. Der Geschmack seiner Kundschaft war eher klassisch-konservativ geprägt.
1908 erhielt Wilhelm Kimbel den Titel eines Hofkunsttischlers und auf der Großen Berliner Kunstausstellung eine kleine Goldmedaille. Nach dem Bankrott seiner Firma im Jahr 1931 siedelte Wilhelm Kimbel 1933 nach Zehdenick um, war als Mitglieder der Reichskammer der bildenden Künste registriert, und schuf dort eine Vielzahl von Landschafts- und Blumenaquarellen, die beim Publikum gut ankamen.  Er verstarb am 21. Mai 1965, sein Grab befindet sich auf dem Zehdenicker Friedhof I.
Seinem Freund Wilhelm Kimbel hat Gerhart Hauptmann in dem Roman Wanda mit der Figur des Breslauers Willi Maak ein Denkmal gesetzt.

## Werk
Kimbel schuf zwischen 1904 und 1917 für das Zeughaus Berlin, das 1945 zerstört wurde, seine bedeutenden Innenraumdekorationen im Stil der Renaissance, des Empire, Louis XVI. und des Neubarocks. Für das Kronprinzenpalais (Berlin) arbeitete er 1906. Für das Hotel Adlon sowie im Eden-Hotel am Kurfürstendamm schuf er Einrichtungen im modernen Stil. Der Intarsiensaal des Rathauses Charlottenburg wurde 1914 von ihm gestaltet. In den Direktionsräumen der Deutsche Bank AG an der Behrenstraße und dem Berliner Stadtschloss waren seine Arbeiten zu finden, wie auch auf einigen Passagierschiffen der HAPAG (1922–1929) und im Schloss Paulinum im Hirschberger Tal.
In den Jahren 1919/20 oblagen Kimbel mit seiner Berliner Firma Kimbel & Friedrichsen umfangreiche Umgestaltungen im Schloss Wernigerode, insbesondere der sog. „Henrichskammern“ sowie Teilen des Erdgeschosses, darunter das Arbeitszimmer des Fürsten Stolberg-Wernigerode sowie der Einbau „Neuen Bibliothek“. Diese Arbeiten zählen zu Kimbels bis heute besterhaltenen Hauptwerken.